# Oculipetilus brunneorufus
Oculipetilus brunneorufus är en skalbaggsart som först beskrevs av Thomson 1860.  Oculipetilus brunneorufus ingår i släktet Oculipetilus och familjen långhorningar. Inga underarter finns listade i Catalogue of Life.